# Octobre 1861

## Événements
- 14 octobre : état de siège en Pologne.

- 15 octobre : levée de l’interdiction des associations ouvrières en Saxe. Cette mesure s’inscrit dans un processus qui voit les grands États allemands adopter des législations plus libérales.

- 16 octobre : accord britanno-russe, qui confirme les devoirs du Royaume-Uni vis-à-vis de la Russie, dans le cadre des dispositions du traité de Vienne de 1815.

- 19 octobre, France : ouverture du tronçon Toulouse-Montabiau à Portet-St-Simon de la chemin de fer Toulouse - Bayonne (11,7 km).

- 21 octobre, États-Unis : victoire des Confédérés à la bataille de Ball's Bluff.

- 22 octobre, Paraguay : inauguration de la section Asuncion-Trinidad, première ligne de chemin de fer au Paraguay. (Ferrocarril Central del Paraguay)

- 31 octobre : expédition du Mexique (1861-1867), comme le Mexique ne règle pas ses dettes, la France, le Royaume-Uni et l'Espagne décident d'une convention en vue d'une intervention armée au Mexique avec 9 000 hommes. La France poursuit seule la lutte (échec devant Puebla en mai 1862).

## Naissances
- 17 octobre : Andreï Riaboutchkine, peintre russe († 27 avril 1904).
- 30 octobre : Antoine Bourdelle, sculpteur et peintre français († 1er octobre 1929).
- 31 octobre : James Bowman, politicien ontarien.